# Emily Bear
Emily Jordan Bear (Rockford, Illinois, 30 de agosto de 2001) es una compositora, pianista y cantante estadounidense. Después de comenzar a tocar el piano y componer música desde su niñez, Bear hizo su debut profesional de piano en el Festival de Ravinia a la edad de cinco años, siendo la intérprete más joven en tocar allí. Ella ganó un aviso más amplio de una serie de apariciones en The Ellen DeGeneres Show a partir de los seis años. Desde entonces ha interpretado sus propias composiciones y otras obras con orquestas y conjuntos en América del Norte, Europa y Asia, incluyendo apariciones en el Carnegie Hall, el Hollywood Bowl, el Montreux Jazz Festival y el Jazz Open Stuttgart. Ganó dos premios Morton Gould Young Compositor, la persona más joven de la historia para ganar el premio, y también ganó dos premios Herb Alpert Young Jazz Composisers Awards.
En 2013, Bear lanzó un álbum de sus propias composiciones de jazz, Diversity (Diversidad), producido por su mentor, Quincy Jones. Compone y toca música clásica, jazz y pop, partituras de cine y TV, y es escuchada en la grabación de Broadway de 2015 del musical Doctor Zhivago. Con su propio trío de jazz, lanzó un EP, Into the Blue, en 2017. Más tarde ese año, Bear se convirtió en el artista más joven de la historia de la gira Noche de los Proms. Su EP de 2019 Emotions (Emociones) fue la primera en presentar a Bear cantando sus propias canciones. En 2021, ella y Abigail Barlow coescribieron y lanzaron un álbum inspirado en la serie de Netflix Bridgerton, titulado The Unofficial Bridgerton Musical, que ganó el Grammy Award for Best Musical Theater Album (Premio Grammy al mejor álbum de teatro musical) de 2022; Bear es el candidato más joven de Grammy y el ganador más joven de la categoría de teatro musical. Fue incluida en el Forbes 30 Under 30 de Forbes de 2022. Bear ganó un premio Emmy del área de Los Ángeles por música cinematográfica en julio de 2022.
A mediados de 2023, Bear realizó una gira como pianista destacado de la gira mundial Renaissance de Beyoncé. Barlow y Bear escribieron canciones para la próxima película de Disney, Moana 2.

## Primeros años
Bear nació y creció en Rockford, Illinois, siendo la más joven de tres hijos de Brian, un cirujano ortopédico, y Andrea Bear. Su madre ha cantado profesionalmente y tiene un título de educación musical. Después de haber sido educada en casa por algunos años, Bear se matriculó en la Escuela Secundaria Guilford en Rockford en 2015, graduándose en 2017 a los 15 años.
Cuando Bear tenía dos años, su abuela Merle Langs Greenberg, una maestra de piano, reconoció su talento en el piano. A los tres años, había compuesto su primera canción, "Crystal Ice". Al año siguiente, Bear comenzó a estudiar con Emilio del Rosario en el Instituto de Música de Chicago. Hal Leonard Music ha estado publicando las composiciones originales de Bear desde que tenía 4 años. Hizo su debut profesional de piano en el Festival de Ravinia a los cinco años, el artista más joven para tocar allí. Pronto fue inscrita en el campus de Winnetka para estudiar música clásica. A los seis años, en 2008, ganó su primer premio ASCAP Foundation Morton Gould Young Composer Award por su obra "Northern Lights", el compositor más joven en ganar el premio. También ganó el Rockford Area Music Industry Outstanding Achievement Award (Premio Extraordinario de Logro de la Industria Musical del Área de Rockford -RAMI-) ese año.
En su niñez, Bear hizo seis apariciones en The Ellen DeGeneres Show. Tocó en 2008 en la Casa Blanca para el presidente George W. Bush, a los seis años, y realizó el Concierto de Piano No de Mozart. 23 con la Orquesta Sinfónica Champaign-Urbana a los siete años. Hizo la misma pieza más tarde en 2008 con la Orquesta Sinfónica de Rockford. También participó ese año en el Desfile de Acción de Gracias de McDonald's en Chicago y realizó el siguiente año en Good Morning America. A los ocho años, Bear había compuesto más de 350 piezas, y entre 2007 y 2010, lanzó cinco álbumes de su música de piano.
A partir de los seis años, Bear estudió el piano clásico con el exdirector principal de la Orquesta Sinfónica de Chicago, Mary Sauer, y más tarde con Veda Kaplinsky, jefe del departamento de piano de la Juilliard School. Estudió improvisación de jazz con Frank Kimbrough y se compaginó con Ron Sadoff, jefe del departamento de clasificación de películas de NYU Steinhardt. Expresó un gran interés en la calificación de películas, y en 2013 fue la compositora más joven de la historia para asistir al Taller de Calificación de Películas de Steinhardt de la NYU.

## Carrera

### 2010 a 2012: Carnegie debut de Sala y rendimientos de festival
En 2010, Bear hizo su debut en el Carnegie Hall a los 9 años, tocando su propia pieza para orquesta y coro, "Paz: Somos el futuro". El mismo año, se desempeñó en el programa de televisión Bailando con las estrellas.

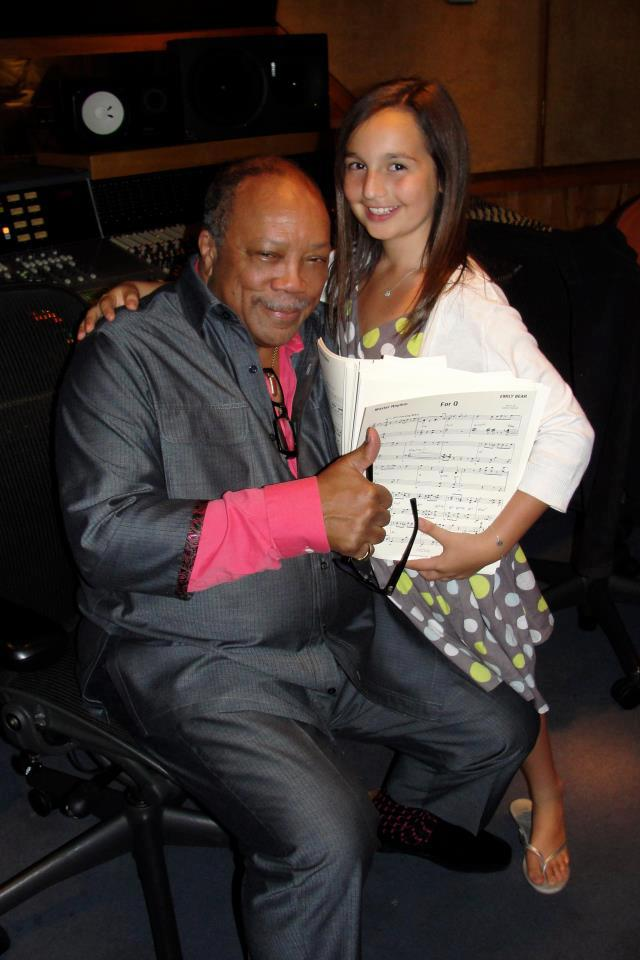
Bear con su mentor, Quincy Jones, 2012

En 2011, en el 3.er PTTOW! La Cumbre de Medios de Comunicación e Innovación de la Juventud en California, dirigida por el Dalai Lama, Bear realizó su canción "Diversity", que había escrito en honor al Dalai Lama. El mismo año, comenzó a trabajar con Quincy Jones. Presentó a Bear en el 45.º Festival de Jazz de Montreux en Suiza y el Festival Castell en el Castillo de Peralada en España, donde realizó su canción original, "Peralada", y un trío con Esperanza Spalding y Andrea Motis. Más tarde en 2011, apareció con él en el Hollywood Bowl, donde jugó un medley de su propio arreglo, "Bumble Boogie" y acompañado "Miss Celie's Blues", de The Color Purple, cantado por Gloria Estefan, Patti Austin, Siedah Garrett y Nikki Yanofsky. Jones dijo: "Estoy a la vez asombrado e inspirado por el enorme talento que Emily encarna [con] la capacidad de moverse sin problemas de Clásica a Jazz y Be-bop". Oso regresó a Carnegie Hall a finales de año.
En 2012, actuó como huésped en Zúrich, Suiza, en el "Art on Ice" (Arte en Hielo) Skating Arena Tour antes de una audiencia de 15.000 personas. Ella también actuado en la Pelota de Vida 2012 gala en Viena, Austria, para beneficiar la Vida de #sida de la caridad. Más tarde en 2012, jugó el primer movimiento del concierto de piano del Schumann en Un menor con la Santa Fe Asociación de Concierto. En este concierto, la orquesta también debutó su composición "Santa Fe" y actuó su arreglo de Satin Doll(Muñeca de Satén). Dos años más tarde, regresó para actuar con la misma orquesta.

### 2013 a 2016:Diversidad
En 2013, Bear liberó Diversity, un álbum de composiciones de jazz original, en la etiqueta de Registros de la Concordia, con bajista Carlitos del Puerto, drummer Francisco Mela y cellist Zuill Bailey, dirigido por Oso en el piano. Esté producido por Jones y grabado en Westlake Estudios de grabación en Los Ángeles. El álbum peaked en Núm. 5 encima el gráfico de Álbumes del Jazz de la cartelera y Núm. 3 en su gráfico de Álbumes de Jazz Tradicional. Jeff Tamarkin escribió para JazzTimes:
Bear es una pianista dotada (aunque aún no bastante virtuósica) que entiende innatamente el papel de su instrumento en las capacidades individuales y grupales. Ella puede improvisar con inteligencia, cambiar entre géneros, tempos y disposiciones sin esfuerzo, elevar una melodía. ... Aquí no hay nada infantil sobre la música de Bear: Mientras que algunos de sus bailarines informados clásicamente al borde de la nueva era, ella nunca cae del todo en ese agujero; ella ya sabe la diferencia entre el jazz y Muzak. Con muchos niños muy talentosos, por lo general hay una sensación de que algún tipo de mecanismo de repetición toma el control y los guía, pero Diversity se siente como el trabajo de un artista de profundidad y sensibilidad".
También en 2013, volvió a realizar con la Sinfonía Rockford como parte de su saludo a las grandes bandas. También compuso la música para una campaña publicitaria nacional para Weight Watchers, llamada "Simple Start". El mismo año, WGN-TV presentó el documental Girl with a Gift (Chica con un regalo), explorando la promesa temprana de Bear. El programa ganó un premio Chicago/Midwest Emmy 2014.
Ellen Marie Hawkins, en la revista Relate (Relacionados), comentó sobre Diversidad: "Hay una emoción en esta música, y ... Sentí como si me hubieran susurrado con energía ilimitada, ansioso por ver una cosa y luego tan rápido, experimentar otra. ... Estaba sonriendo y bailando, y estaba viviendo con esta música". El oso a menudo ha donado una parte de sus ganancias a la caridad. En julio de 2013 participó en los conciertos de 80 cumpleaños de Quincy Jones en Montreux, Suiza, Seúl, Corea del Sur y Japón.
Bear ha realizado en 2014 en The Queen Latifah Show, acompañándose al piano y cantando "La niña de Ipanema". En conciertos y emisiones, Bear ha demostrado su capacidad para componer historias musicales y música de humor improvisadamente bajo petición. A finales de 2014, realizó la Rhapsodia de George Gershwin en Blue, así como sus propias composiciones, con la Orquesta Sinfónica de New Haven, la Orquesta Sinfónica de Winnipeg y la Orquesta de Performance de Santa Fe. Holly Harris escribió para la Prensa Libre de Winnipeg: "Después de despertar a la multitud con un programa de dos horas de jazz y selecciones de música clásica, [Bear] arrojó a Rhapsody de Gershwin en azul tan fácilmente como el juego de niños". También se desempeñó con su trío y chelista Dave Eggar en los Premios del Centenario de la ASCAP en noviembre. Desde 2014, Bear ha liderado el Emily Bear Trio, compuesto por Bear, bajista Peter Slavov y baterista Mark McLean.
En 2015, Bear ganó otro premio ASCAP Fundación Morton Gould Young Compositor por su obra orquestal "Les Voyages". En el festival de jazz Open Stuttgart 2015, dio varios conciertos. El oso aparece en el 2015 Broadway Cast Grabación del musical Doctor Zhivago tocando una versión de piano solo de "Él está allí". El mismo año, compuso, orquestó y ejecutó una obra orquestal, "El Viaje Bravest", para el evento "Estrellas & Rayas: Un saludo a nuestros veteranos", con Rockford Symphony ante el general Colin Powell, veteranos y otros en Rockford, Illinois. Terminó el año con su debut en el Bar de Joe en Nueva York.
En 2016, para la gala de caridad de apertura del evento de piano callejero "Play Me, I'm Yours" en Mesa, Arizona, Bear reorquestado "The Bravest Journey" por 25 pianos. El mismo año, Bear recibió un Herb Alpert Young Jazz Composers Award, de la Fundación ASCAP, por su canción de jazz "Old Office". En agosto de 2016, fue presentada en un programa de Disney Channel, realizando la canción "Reflexión", de la película Mulan, con la cantante Laura Marano. También en 2016, Bear regresó a Rockford Symphony para tocar "Les Voyages" y Edvard Grieg's Piano Concerto en la menor. También jugó con su trío en el Festival Gilmore en Kalamazoo, Míchigan, y dio un concierto con la Orquesta Sinfónica de Kishwaukee, tocando sus propias composiciones sinfónicas "Santa Fe", "The Bravest Journey" y "Les Voyages", y George Gershwin's Rhapsody in Blue.

### 2017–2018:En el azul; Noche de la gira de Proms
El 27 de enero de 2017, Bear lanzó un EP de jazz, Into the Blue, con su trío, en su etiqueta independiente, Edston Records. El EP incluye cinco canciones de jazz originales y su disposición de My Favorite Things (Mis cosas favoritas]]) de Richard Rodgers. Revisando el álbum para All About Jazz, C. Michael Bailey escribió: "Bear demuestra una capacidad mucho más allá de su edad. ... [Ella] desgarra percutáneamente a través de sus originales cortos y herméticamente compuestos 'Old Office' y 'Je Ne Sais Pas', antes de mostrar sus chubascos en 'Araignee'. El 'Tigre Lily' vuelve a la forma de up-tempo, descendiendo figuras sobre una luz, casi estridente, latido. En 'Mis cosas favoritas' el pianista sorprende con una profundidad emocional traducida en un lirismo maduro". Luiz Orlando Carneiro de Jornal do Brasil sintió que "Old Office" es impulsado por acordes que se refieren a A Night In Tunisia (Una noche en Túnez) de Dizzy Gillespie; "Je ne sais" pas tiene un golpe de bossa nova; "Indigo", también con una sensación de bossa nova, es más melancólico; y "Tiger Lily" tiene un tema que recuerda Thelonious Monk's "It's Over Now". También señaló que "Araingnée" (araña en francés), se adapta de la banda sonora de Bear para una película animada sobre dos arañas compitiendo para crear redes cada vez más elaboradas inspiradas en obras de arte famosas. Mike Greenblatt de The Aquarian Weekly llamó al disco "un trío muy encantador". El PE debutó en n.º 7 en el gráfico de discos de jazz de Billboard.

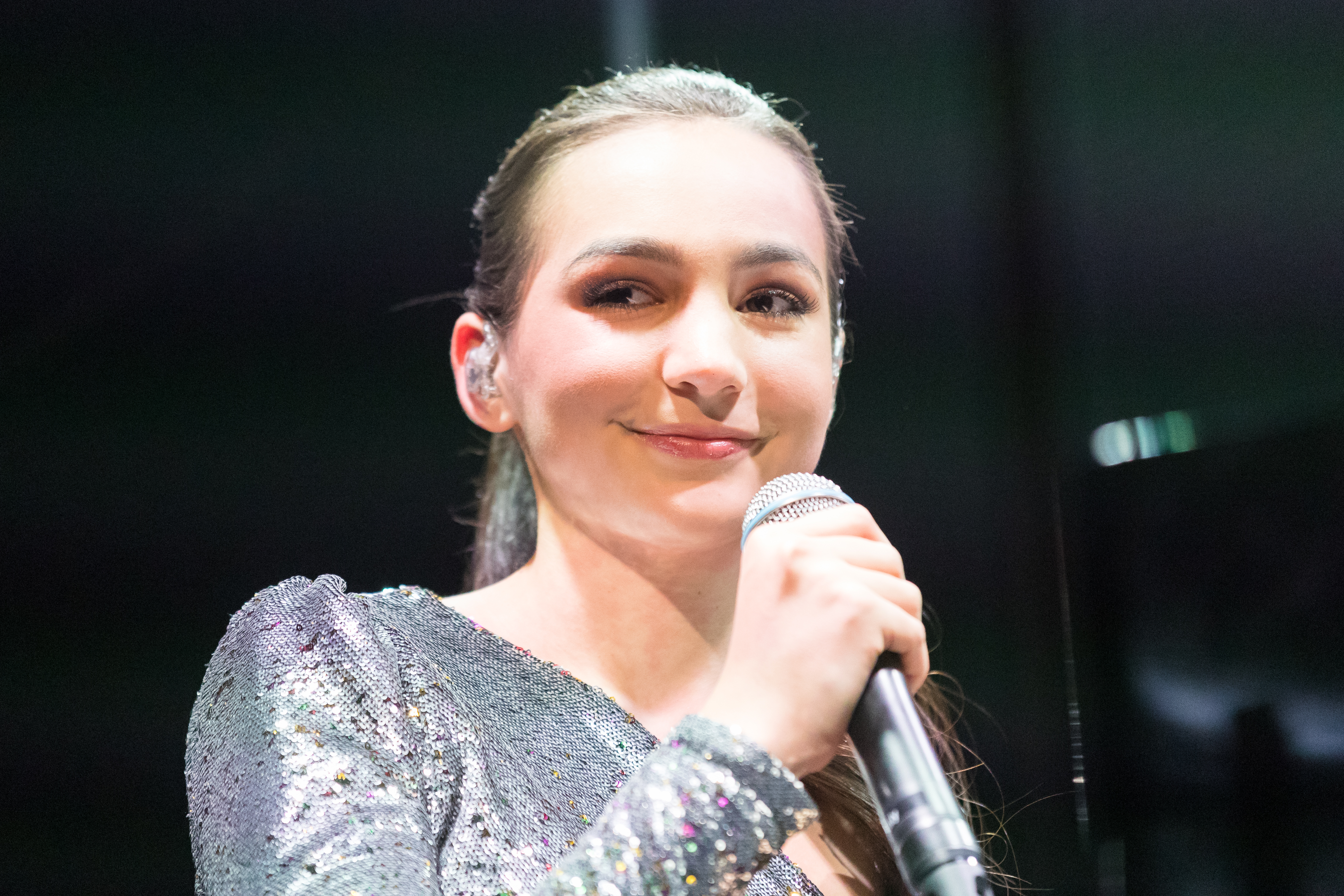
Bear en Night of the Proms 2017

En enero de 2017, Bear actuó tres de sus piezas en Artes escénicas Valley Performing Arts Center cerca de Los Ángeles, California, en un beneficio de concierto para Save a Child's Heart (Salva el Corazón de un Niño), una organización humanitaria internacional basada en Israel que proporciona lifesaving cirugía de corazón para niños en países en desarrollo. En 2017, recibió su segundo ASCAP Hierba Alpert Premio de Compositores de Jazz de Young, para su canción "Je ne sais pas", y ganó un 2017 RAMI premio para composición del año. El oso participado en Chicago, en March, en concierto para América: se Mantiene en pie, Canta Fuera! Para beneficiar varias caridades de derechos humanos. Como recipient del Morton Gould Premio de Compositores del Young, esté encargada para escribir una pieza coral, " tenemos un sueño" (con las letras adaptaron de I have a dream -"Tengo un sueño"-), la cual estrenó y acompañó en mayo en la iglesia St. Ignacio de Antioquía en la Ciudad de Nueva York en mayo. En junio, el oso actuado con su trío en el Blues'n'Festival de Jazz en Rapperswil, Suiza.
En noviembre de 2017, Bear realizó la partitura de piano en el The Cat Concerto (El Concierto del Gato) en el Hollywood Bowl, acompañando las proyecciones del corto de 1947 Tom y Jerry. Desde finales de noviembre hasta diciembre, Bear realizó en la noche de los Proms 2017, una gira de 25 conciertos en Bélgica, los Países Bajos, Alemania y Luxemburgo. Fue la artista más joven que apareció en la Noche de los Proms. En cada concierto, tocaba "Epílogo" de la película La La Land película La La Land, lideraba sus arreglos orquestales/de coro de "Skyfall" y "Crazy", compuso una historia musical improvisada basada en una sugerencia de un miembro de la audiencia, y tocaba "Bumble Bear Boogie" y parte del segundo concierto de piano de Rajmáninov, llevando a "Todo por Mí mismo" entre otras cosas. Los revisores llamaron a Bear el destaque de los conciertos y el "descubrimiento de la noche".
Bear ganó del Premio Orden de Lincoln de Illinois en 2018, el mayor honor del estado por el logro profesional y el servicio público. Ella fue la beneficiaria más joven de ese premio. En la ceremonia de entrega de premios, dirigió la Sinfonía Rockford en su composición, "Y Eternamente Libre", celebrando "el espíritu de Abraham Lincoln". En mayo, Bear regresó al Hollywood Bowl para tocar dos actuaciones del arreglo de piano y orquesta de Freddy Martin de "Bumble Boogie" en vivo al segmento del mismo nombre en la película de Disney 1948 Melody Time como parte de una noche que contó con un concierto en vivo de la Belleza y la banda sonora de la Bestia. En junio, Bear recibió una beca Abe Olman 2018 en el Salón de la Fama de los Compositores en la ciudad de Nueva York. En julio realizó la Rhapsody de Gershwin en azul con la Orquesta Sinfónica de Grant Park en el Grant Park Music Festival en el pabellón de Jay Pritzker de Chicago.

### 2019–presente:Emociones;Bridgertonconcept album (Grammy); Moana 2
En febrero de 2019, Bear tocó con la World Doctors Orchestra en Israel para beneficiar a Save a Children's Heart y también cantó junto con Ester Rada.
Al mismo tiempo, comenzó su trabajo profesional en el campo de la música de cine y a la edad de 16 años recibió un contrato de una agencia de renombre mundial. Bear compuso y cantó "More than Just a Girl" y "Daylight", dos canciones en la película Nancy Drew and the Hidden Staircase (Nancy Drew y la Escalera Oculta). También tocó el piano en la partitura de otra película de 2019, A Dog's Journey (Viaje de un perro19. El mismo año regresó al Hollywood Bowl para tocar su nueva partitura para el cortmetraje de Disney de 1938 Merbabies, como parte de la celebración del 30.º aniversario del clásico de Disney La sirenita.
En octubre de 2019 Bear lanzó un EP de canciones pop, Emotions (Emociones). En abril de 2019 fue lanzado y presentado un sencillo del álbum, I'm Not Alone (No estoy sola) en el programa TV Love & Hip Hop: Atlanta. Realizó un segundo sencillo, "Dancin", en The Ellen DeGeneres Show en junio. Bear realizó varios conciertos a partir de agosto de 2019 y lanzó la pista de título del álbum, "Emociones", en septiembre. La crítica de Rockford Register Star escribió: "Las canciones emparejan sus voces cargadas de jazzy con su capacidad de escribir canciones pegadizas". Al mismo tiempo, comenzó su trabajo profesional en el campo de la música de cine y a la edad de 16 años recibió un contrato de una agencia de renombre mundial.
En abril de 2020, organizó la música, acompañó y cantó para un proyecto con 117 bailarines, incluyendo Radio City Rockettes y bailarines de Broadway, titulado Don'tcha Wanna Dance?.
En 2021 formó parte del proyecto "Artists for Nature" de la organización sin fines de lucro Conservación Internacional. Escribió la canción "Fleeting Forever" para un video del fotógrafo Roger Fishman. También compuso música para un clip para el Manchester City y la Premier League al final de la temporada y la quinta victoria del título.
En 2021, Bear y Abigail Barlow escribieron canciones para un musical inspirado en la primera temporada de la serie de Netflix Bridgerton, grabando en directo sus sesiones de composición y grabación, incorporando sugerencias de espectador, y publicando demos de las canciones en TikTok y otras redes sociales. Miembros del elenco de Bidgerton, el escritor de las novelas de Bridgerton y Netflix expresaron su admiración por los números musicales, y Netflix dio su aprobación para un álbum de las canciones que se lanzarán. En septiembre de 2021, Bear y Barlow habían recibido más de 200 millones de visitas y 48 millones de gustos en TikTok. Las dos interpretaron canciones del musical en Nueva York en Elsie Fest en agosto de 2021 y en Londres en noviembre con Bear al piano. Bear orquestó y produjo un álbum de concepto con 15 de las canciones, The Unofficial Bridgerton Musical, que ella y Barlow lanzaron el 10 de septiembre de 2021. Debutó en N.º 3 en el gráfico de discos de búsqueda de calor y N.º 36 en Top Álbum Sales gráfico, entre otros gráficos de Billboard. Bear y Barlow realizaron su canción "Ocean Away" con Darren Criss en el concierto del 50 aniversario del Centro Kennedy en septiembre, que se emitió en PBS el 1 de octubre de 2021. El álbum ganó el Grammy Award por Best Musical Theater Album (Premio Grammy al mejor álbum de teatro musical) de 2022. Bear es el candidato más joven de Grammy, y el ganador más joven, en la categoría de teatro musical hasta la fecha. Entonces, después de ganar el Grammy el 14 de abril, nuevamente fueron invitados en el programa Today Show e interpretaron Burn for you.
El estreno mundial del álbum completo con orquesta tendrá lugar el 26 de julio de 2022 en el Kennedy Center. Barlow y Bear interpretarán las canciones con la Orquesta Sinfónica Nacional dirigida por Steven Reineke.
Se planeó otro concierto con la Orquesta de Conciertos de la BBC en Londres en el Royal Albert Hall para el 20 de septiembre de 2022. A fines de julio de 2022, Netflix demandó a Bear y Barlow en un tribunal federal de EE. UU. por infracción de derechos de autor, alegando que se oponían a los conciertos en vivo. Como parte de esta demanda, Barlow y Bear cancelaron el concierto del 10 de agosto. El 23 de septiembre de 2022, Netflix retiró la demanda. Tampoco se puede volver a levantar. Nada se sabe sobre detalles y acuerdos.
También en 2021, Bear orquestó y llevó a cabo "La magia está llamando", un himno escrito para celebrar el 50 aniversario de Walt Disney World, y anotó, con Brooke Blair, la serie de streaming The Premise.
A principios de 2022 volvió a actuar con la World Doctors Orchestra. Esta vez en Anguila (dependencia), que fue duramente golpeada por el Huracán Irma. En el primer concierto de una orquesta en la isla se recaudó dinero para programas musicales.
Bear fue incluida en el Forbes 30 Under 30 de Forbes de 2022. Tocó el piano en la banda sonora del juego Syberia: The World Before (Syberia: El mundo antes -2022-).
Bear es miembro fundador del Consejo de Compositores y Compositores del Consejo de Liderazgo de la Academia de Grabación de los Grammy junto con Carole King, Diane Warren, Claudia Brant y Hans Zimmer.
Encargado por la cadena de comida rápida Taco Bell, Emily Bear y Abigail Barlow, junto con Hannah Friedman, compusieron un Mexican Pizza Musical, que presenta a Dolly Parton y Doja Cat y que se estrena el 26 de mayo de 2022. Por problemas con la Pizza Mexicana, el regreso final y con él el musical se retrasó. El estreno finalmente tuvo lugar el 15 de septiembre de 2022.
Su partitura para Life Centered: The Helen Jean Taylor Story fue nominada para un premio Emmy regional del área de Los Ángeles el 7 de junio de 2022. El 23 de julio, ganó el premio Emmy por Motion Picture Music.
El 4 de julio de 2022, Bear formó parte de "A Capitol Fourth", el concierto anual del Día de la Independencia transmitido desde Washington por Public Broadcasting Service, National Public Radio y American Forces Network. Interpretó la transcripción para piano de Vladimir Horowitz de Stars and Stripes Forever.
Bear escribió su primera banda sonora para la película Perro perdido del 13 de enero de Netflix (dirigida por Stephen Herek, escrita por Nick Santora, elenco: Rob Lowe, Kimberly Williams-Paisley, John Berchtold). La película está basada en una historia real basada en un libro de Pauls Toutonghi. La banda sonora de Emily Bear fue lanzada por Netflix Music el mismo día.
En mayo de 2023, Bear formó parte del "Renaissance World Tour" de Beyoncé, como pianista.
A principios de febrero de 2024, Disney anunció que Emily Bear y Abigail Barlow serían las responsables de las canciones de Moana 2, cuyo estreno en cines está previsto para el 27 de noviembre de 2024, sucediendo a Lin-Manuel Miranda, quien interpretó el papel en la primera película Escribió canciones.
A mediados de agosto de 2024, se anunció que Bear también compuso la música de la película K-Pops, el debut como director del músico Anderson Paak. La música de su película fue elogiada como una "banda sonora espectacular" en RogerEbert.com.
Al mismo tiempo que Moana 2, está previsto que se estrene otra película con su música el 27 de noviembre de 2024. Compuso la banda sonora de la comedia romántica Our Little Secret del director Stephen Herek. Es la segunda colaboración de Netflix después de Dog Gone.

## Discografía
- Cinco Años Sensatos (2007)
- El Amor en Nosotros (2008)
- Una vez A un Deseo (2008)
- Siempre Cierto (2009)
- Hope (2010)
- Diversidad (2013)
- Al Azul EP (2017)
- Emociones EP (2019)
- El Oficioso Bridgerton Musical (2021, con Abigail Barlow)
- Perro perdido (banda sonora) (Netflix Music 2023)